# All Over Me
All Over Me je americký hraný film z roku 1997, který režírovala Alex Sichel. Snímek měl světovou premiéru na Mezinárodním filmovém festivalu v Berlíně, kde získal cenu Teddy Award.

## Děj
Claude žije se svou svobodnou matkou a je tajně zamilovaná do své nejlepší kamarádky Ellen. Ellen chodí s drogovým dealerem Markem a vysmívá se jejímu přátelství s novým sousedem Lukem. Když se Luke stane obětí násilného činu proti homosexuálům, Claude zjistí, že útočníkem byl Mark. Ellen přesto s Markem dál zůstává. Na punkovém koncertě se Claude seznámí s Lucy, která je hudebnice, čímž začne jejich přátelství. Když jednoho dne Mark zdroguje Ellen, Claude ho konfrontuje. Ellen se však přesto drží Marka. Claude s ní ukončí přátelství a začne vztah s Lucy.

## Obsazení
| Alison Folland   | Claude  |
| Tara Subkoff     | Ellen   |
| Cole Hauser      | Mark    |
| Wilson Cruz      | Jesse   |
| Leisha Hailey    | Lucy    |
| Pat Briggs       | Luke    |
| Ann Dowd         | Anne    |
| Gene Canfield    | Stewart |
| Shawn Hatosy     | Gus     |
| Vincent Pastore  | Don     |
| David Lee Russek | Dave    |

## Ocenění
- Berlinale – Teddy Award za nejlepší celovečerní film
- Sundance Film Festival – nominace na velkou cenu poroty
- Gotham Awards – nominace na Open Palm Award
- Mediální cena GLAAD – Outstanding Film Award
- Independent Spirit Awards – nominace v kategorii nejlepší herečka v hlavní roli (Alison Folland)
- Chlotrudis Awards – nominace v kategorii nejlepší herečka v hlavní roli (Alison Folland)